# إدغار بلانشارد
إدغار بلانشارد (بالإنجليزية: Edgar Blanchard)‏ هو موسيقي أمريكي، ولد في 17 أغسطس 1924 في غروسي تيت في الولايات المتحدة، وتوفي في 16 سبتمبر 1972 في نيو أورلينز في الولايات المتحدة.

## وصلات خارجية
- إدغار بلانشارد على موقع ميوزك برينز (الإنجليزية)
- إدغار بلانشارد على موقع أول ميوزيك (الإنجليزية)
- إدغار بلانشارد على موقع ديسكوغز (الإنجليزية)